# Robert Zieliński
Robert Zieliński (ur. 12 stycznia 1953) – polski lekarz weterynarii i pisarz.

## Życiorys
W 1978 roku ukończył weterynarię na Szkołę Główną Gospodarstwa Wiejskiego w Warszawie. Dwa lata później wyemigrował na stałe do Stanów Zjednoczonych. W Kalifornii uzyskał tytuł DVM (Doctor Veterinary Medicine). Od 1986 roku zajmuje się praktyką weterynaryjną, prowadząc lecznicę małych zwierząt. W latach 1994–1995 został przewodniczącym związku lekarzy weterynarii w południowej Kalifornii.
W latach 2006–2011 podejmował w Gwatemali prace charytatywne z niewidomymi Indianami Maya. Były to coroczne miesięczne pobyty w Antigua i prace w przytułku dla bezdomnych i niepełnosprawnych.
W 2013 roku wydał debiutancką powieść Lew (Wydawnictwo Ha!art). Jest to rodzaj literatury amerykańskiej pianej po polsku, przedstawia obraz Amerykanek widzianych oczyma Polaka. Powieść została dobrze przyjęta przez „Przekrój”: „Klarowny styl i humor sprawiają, że Lwa czyta się świetnie. Życiorys Roberta Zielińskiego wykazuje częściowe zbieżności z powieściowym stomatologiem. Nie ma jednak sensu traktować tej debiutanckiej powieści dosłownie i obrażać się za seksizm (Łóżkowe safari, Marcin Kube, „Przekrój” nr 37/2013). Bardzo dobrze powieść Roberta Zielińskiego ocenił również Krzysztof Wróblewski na portalu konserwatyzm.pl: „Tym, którym dotychczas nazwisko Roberta Zielińskiego nie mówiło nic, po przeczytaniu jego powieści pod tytułem Lew na pewno na długo zapisze się ono w pamięci. Jest bowiem niezwykle oryginalnym dziełem w łonie współczesnej polskiej prozy. Zawiera w sobie bardzo trafne ujęcia stereotypów i niesie pouczającą wiedzę o człowieku niniejszej epoki”. O Lwie pisano również na takich portalach jak: dzikabanda.pl, kulturaenter.pl, rebelya.pl.
Ponadto Robert Zieliński pasjonuje się fotografią. Wystawy jego zdjęć cieszą się uznaniem kalifornijskiej publiczności. Wystawy te odbyły się m.in. w: City of Cerritos (I nagroda w X Konkursie Fotograficznym, 1986 r.), San Bernardino County Museum (I nagroda, 2003 r.), Art Gallery Back to The Grind, Riverside, (2004 r.)